# Turmhügel Solling

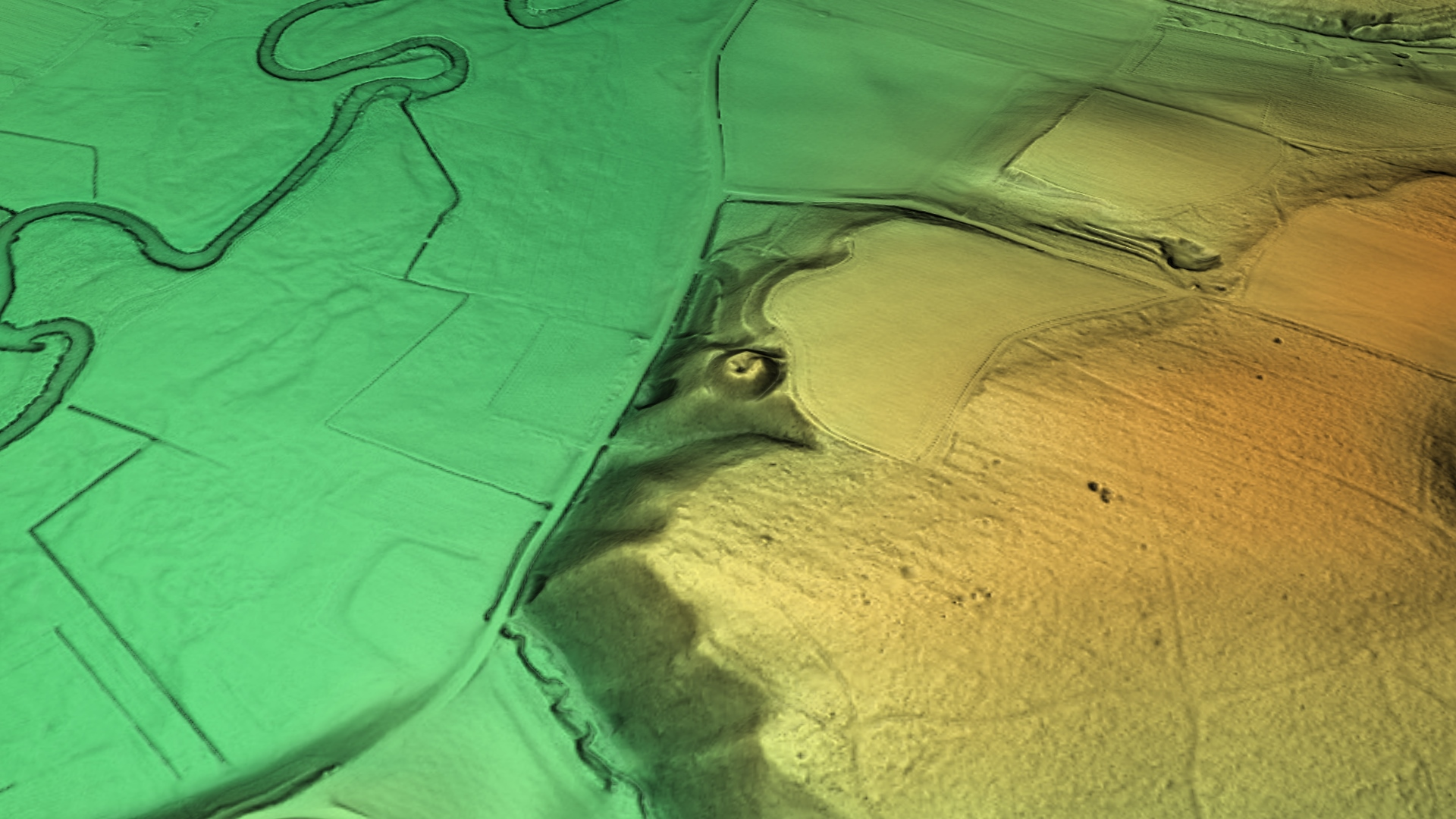
3D-Ansicht des digitalen Geländemodells

Die Turmhügel Solling ist eine abgegangene frühmittelalterliche Turmhügelburg (Motte) 470 m südlich der Kirche St. Stephan von Solling, einem Gemeindeteil der niederbayerischen Stadt Vilsbiburg im Landkreis Landshut. Die Anlage wird als Bodendenkmal unter der Aktennummer D-2-7540-0074 im Bayernatlas als „Turmhügel des Mittelalters“ geführt.

## Beschreibung
An der östlichen bewaldeten Talrandkante der Großen Vils befindet sich ein turmhügelförmiger Ansitz. Dieser wird durch einen in einem Bogen geführten Abschnittsgraben von 2 bis 3 m Tiefe vom weiter östlich ansteigenden Hinterland abgetrennt. Der steilgeböschte Kegel steigt um 5 m über die Grabensohle auf, er besitzt ein Plateau von 14 × 16 m. An dessen Südost-Front befindet sich ein Schildwall von 2,5 m Höhe. Der große Abschnittsgraben zieht sich im Norden um den Ansitz herum und bildet am steilen Abfall im Nordwesten und Westen streckenweise einen Hanggraben von etwa 6 bis 7 m unterhalb des Plateaus.
Die Anlage ist durch einen von Norden herkommenden Kiesabbau gefährdet.